# انتخابات الرئاسة البوليفية 1960
انتخابات الرئاسة البوليفية 1960 هي انتخابات رئاسية جرت في 1960، في بوليفيا، لانتخاب رئيس جمهورية بوليفيا.
فاز بالانتخابات Víctor Paz Estenssoro ‏.